# Leptostylum leuconotum
Leptostylum leuconotum là một loài ruồi trong họ Tachinidae.